# جينا رايلي
جينا رايلي (بالإنجليزية: Gina Riley)‏ هي كاتبة سيناريو ومغنية وممثلة أسترالية، ولدت في 6 مايو 1961 في أستراليا.

## وصلات خارجية
- جينا رايلي على موقع IMDb (الإنجليزية)
- جينا رايلي على موقع ميوزك برينز (الإنجليزية)
- جينا رايلي على موقع ديسكوغز (الإنجليزية)
- جينا رايلي على موقع قاعدة بيانات الفيلم (الإنجليزية)